# 어피니티 디자이너
어피니티 디자이너(Affinity Designer)는 애플 macOS 및 마이크로소프트 윈도우용 사유 벡터 그래픽스 편집기이며, 세리프 유럽이 제작하였다.
macOS 앱 카테고리에서 맥 앱 스토어, 아이튠스 스토어 콘텐츠의 애플 최고의 2014년 리스트에 등재되었으며 애플 디자인 어워드 2015를 수상하였다.
PDF, 어도비 포토샵, 어도비 일러스트레이터 파일들을 읽을 수 있으며, 이러한 포맷들 및 SVG, EPS 포맷으로 내보낼 수 있다.
어피니티 디자이너는 2016년 11월 마이크로소프트 윈도우용으로 런칭하였다.